# Polar (人工衛星)
Polar（またはPolar Plasma Laboratory - PPL）はアメリカ合衆国の観測衛星。1996年2月24日6時23分（EST）、ヴァンデンバーグ空軍基地よりマクドネル・ダグラス社のデルタ II ロケット（7925-10）によって打ち上げられた。極の磁気圏観測が目的。設計および製造はロッキード・マーティンのアストロスペース部門。
Polarは楕円軌道上に位置し、軌道傾斜角は86度。オーロラの多波長画像の撮影、極の磁気圏および地球磁気圏尾部のプラズマの観測、電離層のプラズマの入出流の観測、大気圏上層と電離層における粒子エネルギーの蓄積の観測などを行った。
このミッションは2008年4月28日に終了した。
GSS計画の4機の内の一つ。太陽地球系科学国際共同観測計画（ISTP計画）の6機の内の一つである。Polar は Wind衛星の姉妹機である。